# Электроника НЦ-8010
«Электроника НЦ-8010» — первый в мире 16-разрядный двухпроцессорный (2 × К1801ВЕ1, центральный процессор и процессор ввода-вывода с двумя программируемыми портами, всего 64 линии связи) бытовой компьютер. Данный процессор не имел аналогов за рубежом. Также первый компьютер, созданный в Советском Союзе полностью на отечественной элементной базе и отечественной архитектуре.

## История
Разработан в Научно-исследовательском институте точной технологии (НИИ ТТ) и запущен в опытное производство силами НПО «Научный центр». Главный конструктор — В. Л. Дшхунян, его заместитель — А. Н. Полосин, ведущие разработчики — Н. Г. Карпинский, А. И. Половенюк, О. Л. Семичаснов, Б. Г. Бекетов, А. Р. Развязнев, И. О. Лозовой и другие. Один из первых выпущенных экземпляров был вручен министру электронной промышленности СССР А. И. Шокину на день рождения осенью 1979. Первые промышленные образцы появились в декабре того же года, последние экземпляры выпущены в феврале 1983.

## Описание
Программно совместим с серией микро-ЭВМ «Электроника НЦ». В качестве монитора и внешнего запоминающего устройства использовались бытовые телевизор и кассетный магнитофон. Выпускались в 5 вариантах, например НЦ-8001, НЦ-8010 и НЦ-8020. Для своего времени, с конца 1970-х до начала 1980-х это были одни из лучших в стране микро-ЭВМ, не уступающие лучшим зарубежным образцам. В серийное производство не пошли, но послужили основой для разработки первых советских серийных бытовых ПК — семейства «БК».